# Роланд Вест
Роланд Вест (англ. Roland West, ім'я при народженні Роланд ван Зіммер (англ. Roland Van Zimmer); 20 лютого 1885 — 31 березня 1952) — голлівудський режисер, відомий своїми інноваційними фільмами-нуар 1920-х і початку 1930-х років.

## Біографія
Вест народився в театральній сім'ї в Клівленді, штат Огайо, він почав зніматися у водевілях, ще у підлітковому віці.
Незабаром після цього він почав знімати фільми такі, як «Монстр» (1925), «Кажан» (1926) за романом Мері Робертс Райнхарт, «Алібі» (1929), «Шепіт кажана» (1930) і «Корсар» (1931).
Першою дружино. Роланда Веста була акторка Джевель Кармен, хоча вони були разом недовго, і Вест почав роман з акторкою Телмою Тодд. Після смерті Тодд в 1935 році і розлучення з Кармен в 1938 році одружився з акторкою Лолі Лейн 25 червня 1946 і залишався з нею до своєї смерті.
На початку 1950-х років його стан здоров'я став погіршуватися, і він переніс інсульт і нервовий зрив. Він помер в Санта-Моніці, штат Каліфорнія, 31 березня 1952 року, у віці 67 років.